# Алоказия ладьевидная
Алока́зия ладьеви́дная (лат. Alocasia navicularis) — многолетнее вечнозелёное травянистое растение, вид рода Алоказия (Alocasia) семейства Ароидные (Araceae).

## Ботаническое описание
Гигантские многолетные вечнозелёные травы до 1,5 м высотой, с млечным соком.
Стебель вертикальный или полегающий.

### Листья
Листья собранные в пучки из нескольких листьев, на верхушках взрослых растений. Черешки до 1,5 м длиной. Края влагалищ чешуйчатые. Листовые пластинки округлые, сердцевидно-овальные, 130 см длиной, 120 см шириной, на вершине коротко заострённые; первичные боковые жилки по 9—12 с каждой стороны.

### Соцветия и цветки
Соцветия растущие по 2—3 из пазух листьев. Цветоножка 40—45 см длиной, крепкая, немного превышает катафиллы во время цветения. Покрывало 10—20 см длиной, с перетяжкой в 1⁄6 длины от основания. Трубка покрывала яйцевидная, зелёная. Пластинка покрывала широко-продолговато-ланцетовидная, 8—15 см длиной, 4—8 см шириной, формы капюшона во время цветения, тёмно-жёлтая.
Початок короче покрывала, на короткой ножке. Женская цветочная зона цилиндрическая, 1—2 см длиной, 1,5 см в диаметре; завязь около 3 мм в диаметре, зелёная; рыльце сидячее, трёх- или четырёхлопастное; лопасти тупые, бледно-зелёные. Стерильный промежуток равен мужской зоне,  сжатый в месте перетяжки покрывала, цвета слоновой кости; синандродии ромбо-шестиугольные, 2,5 мм в диаметре, беловатый, с фиолетовыми пятнами. Мужская цветочная зона цилиндрическая, 3—4 см длиной, 1,5 см в диаметре, белая; синандрии ромбо-шестиугольные, сверху выпуклые из-за образованной связником шапочки, около 1,5 мм в диаметре. Придаток удлинённо-конический, 3—4 см длиной, 1—2 см в диаметре, составляет 1⁄3 длины початка, той же толщины, что и мужская зона в основании, белый.

### Плоды
Плодоносящая зона эллипсоидная, 5—11 см длиной. Плоды — эллипсоидные, тёмно-красные ягоды, около 10 мм длиной, 6 мм в диаметре.

## Распространение
Растёт в Азии: Бангладеш, Индия, Непал, Лаос, Мьянма, Таиланд, Вьетнам.
Растёт в тропических влажных лесах, иногда на скалах, на высоте 600—1650 м над уровнем моря.